# القوات المسلحة البيلاروسية
القوات المسلحة البيلاروسية وهي القوات المسلحة الرسمية التي تحمي دولة بيلاروسيا وتتألف من القوات البرية والقوات الجوية وقوات الدفاع الجوي، وجميعها تحت قيادة وزارة الدفاع ، وليس لدى بيلاروسيا قوات بحرية لأنها دولة مُغلَقة، إلا أنها تسيطر على بعض السفن البحرية السوفيتية الصغيرة في أنهارها وبحيراتها. تأسست هذه القوات في سنة 1992 بعد استقلال بيلاروسيا من الإتحاد السوفييتي.
في عام ٢٠١٧م، قدّر المعهد الدولي للدراسات الاستراتيجية (IISS) عدد أفراد القوات المسلحة بـ ٤٩ ألف فرد، وقرابة ٣٥٠ ألف جندي احتياطي. معظم الجنود مجندون إلزاميون يخدمون لمدة ١٨ شهرًا، على الرغم من وجود خيار خدمة بديل. لا يزال الجيش البيلاروسي متمسكًا بالعديد من القوانين العسكرية السوفيتية، ويُولي أهمية قصوى لأعداد كبيرة من جنود الاحتياط.
أجرت بيلاروسيا إصلاحات عسكرية في أوائل العقد الأول من القرن الحادي والعشرين، أعادت تشكيل قواتها المسلحة كقوة فعالة نسبيًا لدولة صغيرة في ظروف اقتصادية صعبة نوعًا ما. منذ عام ٢٠١٠م، تم دمج الجيش البيلاروسي بشكل أوثق مع القوات المسلحة الروسية، مع تدريبات على المستوى الاستراتيجي والعملياتي تضع القوات البرية والقوات الخاصة في بيلاروسيا تحت جيش دبابات الحرس الأول الروسي، وقوات الدفاع الجوي والجوي تحت جيش القوات الجوية والدفاع الجوي السادس.

## صور

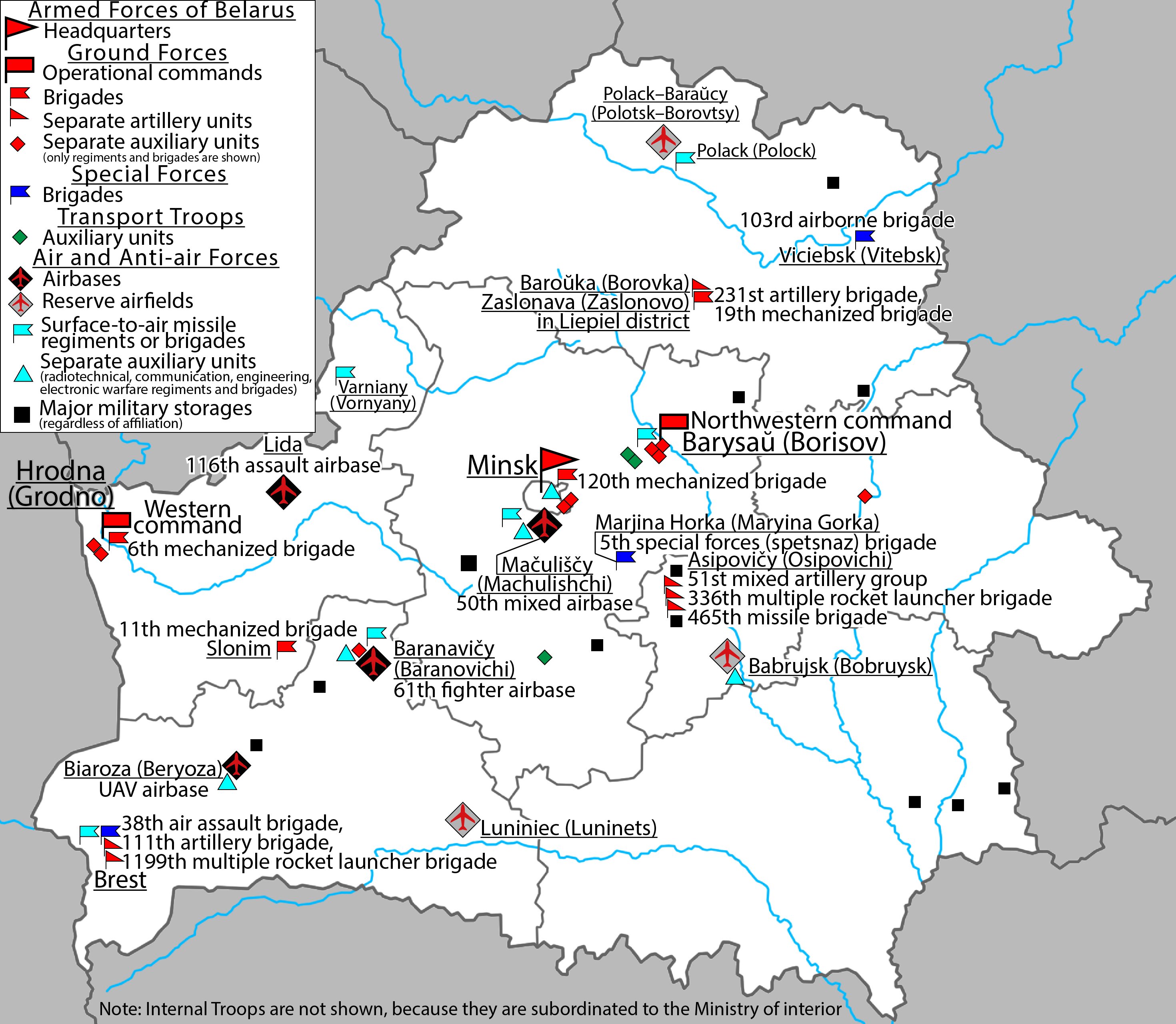
خريطة توضح الوحدات العسكرية الرئيسية للقوات المسلحة البيلاروسية
القوات البرية
القوات الجوية والدفاع الجوي
القوات الخاصة
القوات اللوجيستية

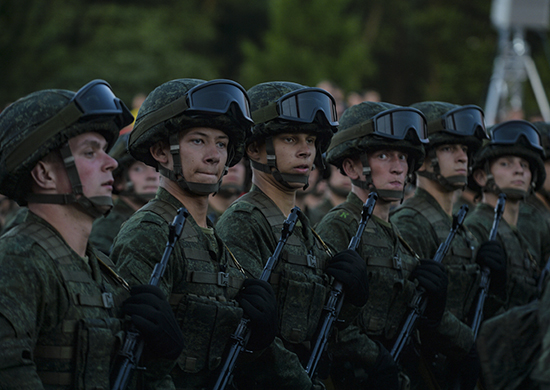
قوات الجيش الوطني لبيلاروسيا.

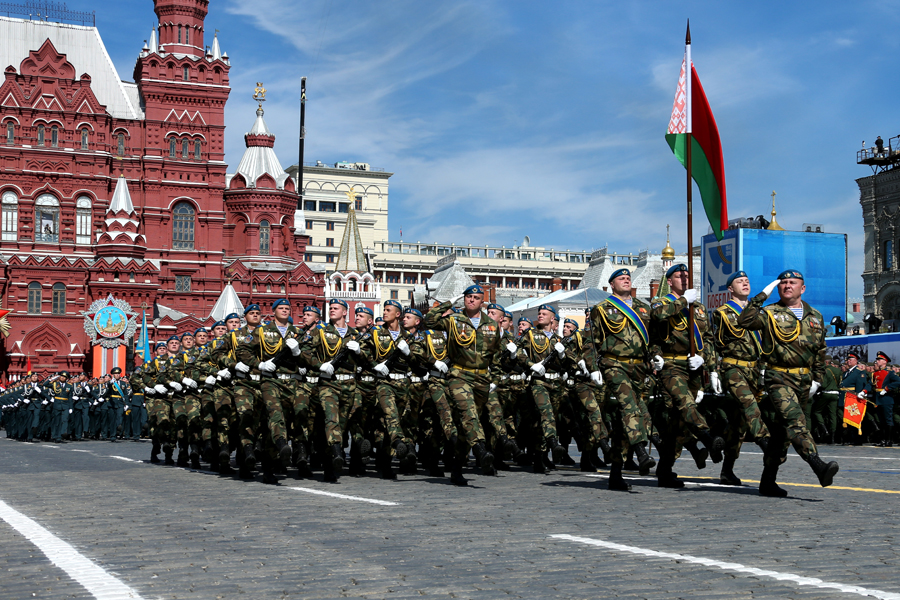
القوات الخاصة خلال عرض يوم النصر في موسكو عام 2015م.

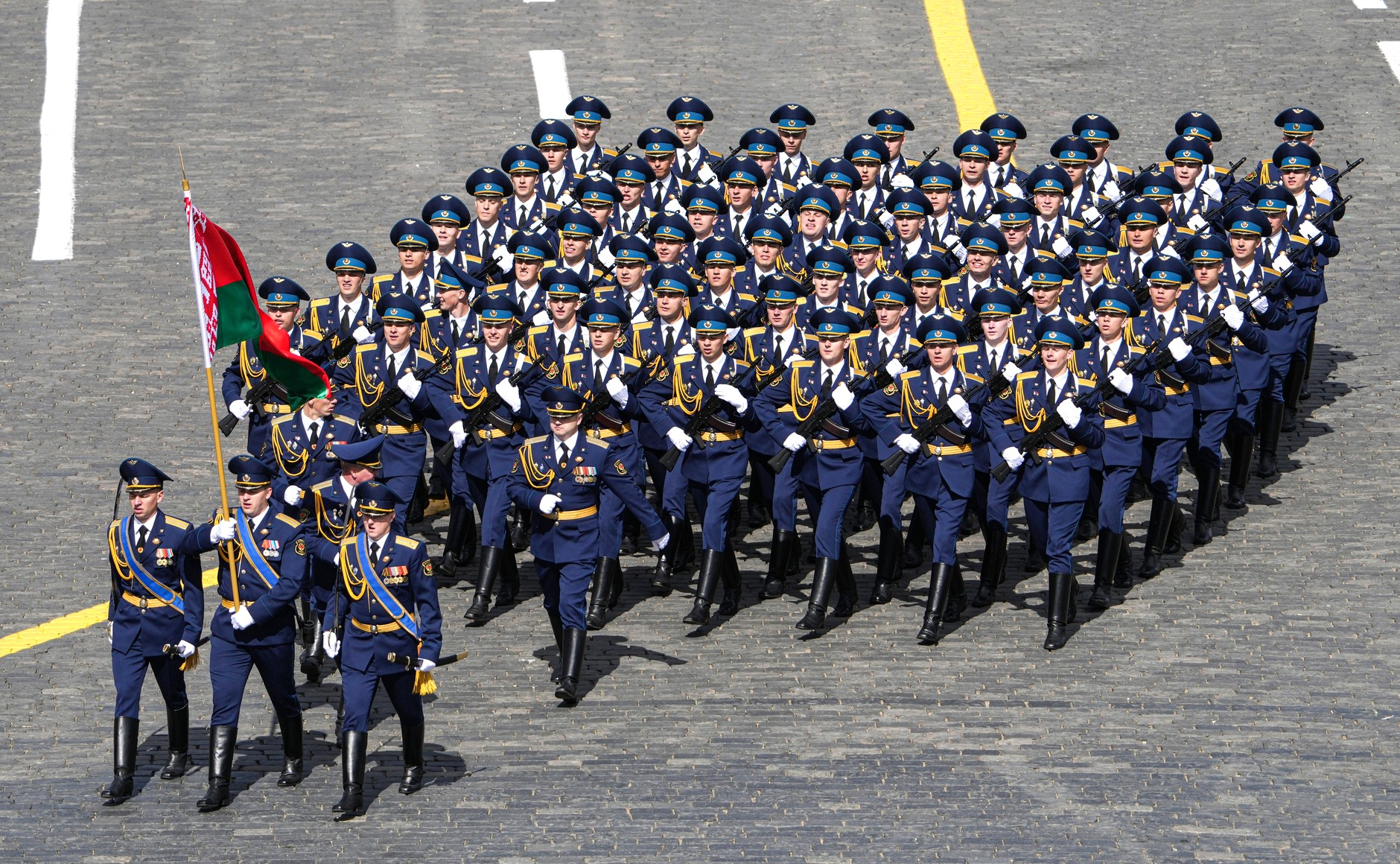
القوات البيلاروسية في موكب يوم النصر في موسكو 2025م.